# Tripsdrill
A Tripsdrill élménypark Németország, Baden-Württemberg tartományának Cleebronn településének Treffentrill "városrészén", Stuttgarttól néhány kilométerre található. A parkhoz kapcsolódik egy vadaspark is. A 77 hektáros területen kb. 100 attrakció, zoológiai létesítmények és múzeumok várják a látogatókat. A Tripsdrill számít Németország legöregebb élményparkjának, 2009-ben ünnepelte 80 éves jubileumát. A park 150 dolgozót foglalkoztat és évente 600 000 látogatónak örvend.
A park által feldolgozott téma: Svábok anno 1880. Például találunk kádakat, papucsokat, kuglófokat, amelyek autóként funkcionálnak.

## Története
1929. június 30-án nyitotta meg Eugen Fischer. A park kezdetben egy fogadóból és egy ún. Altweibermühle, azaz egy kis malmocskából állt , amely a megnyitókor csak egy malomtoronyból és egy csúszdából állt. A Treffentrill és a Tripsdrill nevek
egy római főúrig, Trepho-ig vezethető vissza, aki a települést Trephonis Truilla-nak nevezett
Legalábbis egy ilyen feliratú követ találtak a környéken.
A helyi hagyományokban még ma is csak „die Trulla“ néven emlegetik a parkot. A 2. világháborúban után, Kurt Fischer, Eugen Fischer fia vette kezelésébe a parkot, mivel édesapja meghalt a háború alatt. Az első malom 1946-ban egy villámcsapásban leégett. 1950-ben épült meg a mai Altweibermühle.
A vadaspark az Altweibermühle mellett 1957-ben nyílt meg mintegy 300 állattal. 1960-ban jött az első élmény elem, egy pedál hajtású vonat formájában. 1962-ben átadásra került az otthont, környezetet bemutató múzeum, a Trillarium. Az élménypark szépen lassacskán kinőtt a falurészből. Az Altweibermühle mintájára 1970-ben megnyílt az Altmännermühle.
A Wildparadies 1972-ben nyitotta meg kapuit és 1976-ban egy állat simogató résszel, illetve új állatokkal a vadaspark 1000 lakóra bővült. Megnyílt egy borászati múzeum is a Vinarium, amely a legnagyobb Holz-Spindel-Pressen gyűjteménnyel rendelkezik Németországban.
1986 óta, a park 45 hektárra nőtt, és egy vasút is kiépült a parkokon keresztül (Stromberg-Express). 1995-ben további 15 hektárral nőtt az alapterület. Emanuel Mongon, világhírű élménypark tervező is megkezdte munkáját a Tripsdrill berkein belül.
Kurt Fischer 1996-ban tovább adta az irányítást Söhne Helmut, Roland und Dieter Fischer részére. Ekkoriban vállalkozási formába szervezték a parkot (GmbH). Még ebben az évben megnyílt a Waschzuber-rafting.
1998-ban nyílt meg G'sengte Sau hullámvasút. Dirk Auer, aki egy extrém egysoros görkorcsolyázó, a sínekre erősített görkorcsolyákkal siklott végig a pályán. A várkomplexum Rauhe Klinge a vadvízi hullámvasúttal 2000-ben került átadásra. 2001-ben Auer visszatért és kezében egy söröspohárral száguldott végig a hullámvasút pályáján. 2001-ben a vadaspark további 17 hektárral bővült. 2002-ben az első szabadesés tornyot Donnerbalken  is átadták. A teljes 2004-es év a 75. évforduló jegyében telt, színes eseményekkel tarkítva. Egy második Donnerbalken és a Spritztour is megnyílt 2004-ben. 2 év csúszás után, 2005-*ben megnyílt a Seifenkistenrennen és kibővített részeket kapott a Mühlental. A Dorfstraße 3 házikóval és a májusfával a Dorfplatz-on volt a 2006-os év újdonsága.
2010-ig épült a 6 millió euró költségvetésű új 2 hektáros parkrész a Sägewerk. Ennek a résznek a csúcspontja a teljesen német fából készített Mammut hullámvasút. Ez volt az eddigi legnagyobb beruházás a Tripsdrill történetében. A 30 méter magas és 860 méter hosszú, 90 km/h csúcssebességű hullámvasutat 2008. április 28-án.  adták át. Ez lett az első teljesen német kivitelezésű hullámvasút. Építők az Ing.-Holzbau Cordes (famunkák), Gerstlauer Amusement Rides (technikai és vasúti elemek), Ingenieurbüro Stengel (tervek).

## Mutatványok
|  | Badewannen-Fahrt zum Jungbrunnen, Wildwasserbahn von Mack mit, laut Angabe des Parks, Európa legmagasabb iramsiklója, egy vadvízi attrakció |
|  | Seifenkisten-Rennen - elektromos meghajtású autók, gyermekeknek 3 éves kortól ajánlott                                                      |
|  | Mühlbach-Fahrt - Kinderwildwasserbahn |
|  | G’sengte Sau, Achterbahn az első kivitele a Bobsled Coaster volt a Gerstlauer Amusement Ridestól                                            |
|  | Waschzuber-Rafting, Rapid River a várakozási sornál egy kiállítást láthatunk a régi idők mosási, vasalási eszközeiről                       |
|  | Wirbelpilz, Wellenflieger |
|  | Vinarium, Bormúzeum a legnagyobb Holzspindel-Pressen gyűjteménnyel Németországban                                                           |
|  | Wiegenhochbahn, Einschienenbahn |
|  | Doppelter Donnerbalken, Freifallturm |
|  | Mammut, Holzachterbahn, Vonatok a Gerstlauer Amusement Ridestól                                                                             |
|  | Maibaum: Attraktion Dorfstraße májusfa |

## Apróságok
A német Tetthely (tv-sorozat) "Der Schrei" epizódját 2009 őszén a parkban forgatták. Többek között a Waschzuber-Rafting és a  Mammut hullámvasút volt látható számos egyéb attrakciók mellett. Az epizódban a Tripsdrill "Prisca-Park" néven látható és  Ludwigshafenben játszódik.

## Fordítás
Ez a szócikk részben vagy egészben  a   Tripsdrill című német Wikipédia-szócikk ezen változatának fordításán alapul.  Az eredeti cikk szerkesztőit annak laptörténete sorolja fel. Ez a jelzés csupán a megfogalmazás eredetét és a szerzői jogokat jelzi, nem szolgál a cikkben szereplő információk forrásmegjelöléseként.